# 楊師震 (漢軍鑲藍旗)
杨师震，汉军镶蓝旗人，是一名清朝政治人物。举人出身。
杨师震曾于1771年接替褚启宗任青浦县知县一职，1776年由黄潼鲤接任。